# Писаревка (Рамонский район)
Писаревка — деревня в Рамонском районе Воронежской области.
Входит в состав Карачунского сельского поселения.

## История
Основана в Х1Хв. как владельческий хутор (усадьба) Писаревых. В 1900г. в усадьбе Писарева «Ситное» проживало 11 человек. В этом же году население деревни Ситная-2 составляло 43 человека, проживавших в 4 дворах. В 2007г численность населения составляла 9 человек, есть дачное население, турбаза (на основе бывшей усадьбы).

## География
Расположена на правом берегу р. Воронеж.

### Улицы
- ул. Центральная
- пер. Центральный

## Население
| 2010 |
| ---- |
| 1    |